# 730 Athanasia
730 Athanasia
730 Athanasia là một tiểu hành tinh ở vành đai chính. Nó được Johann Palisa phát hiện ngày 10.4.1912 ở Viên, và được đặt theo tên Athanasia, tiếng Hy Lạp nghĩa là "sự bất tử"